# Souschef
Der Souschef ist eine bedeutende Position in der traditionellen Küchenhierarchie nach Auguste Escoffier, einem renommierten französischen Koch und kulinarischen Pionier des 19. und 20. Jahrhunderts. Als einer der wichtigsten Assistenten des Chefkochs spielt der Souschef eine entscheidende Rolle bei der Organisation und Führung der Küchenbrigade. Mit seiner umfassenden Fachkenntnis und Führungsqualitäten trägt der Souschef dazu bei, einen reibungslosen Ablauf in der Küche zu gewährleisten und die gastronomische Exzellenz des Betriebs zu fördern.

## Allgemein
Die Position des Souschefs ist in der klassischen Küchenbrigade nach Escoffier hierarchisch zwischen dem Chefkoch (auch als Küchenchef oder Chef de Cuisine bekannt) und den Chef de Partie (Station-Chefs) angesiedelt. Der Souschef ist somit eine der Schlüsselrollen in der Küchenorganisation und spielt eine entscheidende Rolle bei der Zusammenarbeit mit dem Chefkoch und anderen Mitgliedern der Küchenbrigade.

## Begriff
Der Begriff „Souschef“ stammt aus dem Französischen und bedeutet wörtlich „unter dem Chef“. „Sous“ steht für „unter“ und „chef“ für „Chef“ oder „Koch“. Der Souschef assistiert und arbeitet eng mit dem Chefkoch zusammen, um die reibungslose Funktionsweise der Küchenbrigade zu gewährleisten und das kulinarische Angebot des Betriebs zu perfektionieren.

## Souschef Ränge
In großen Gastronomiebetrieben und der Hotellerie wird die Rolle des Souschefs noch einmal unterteilt, um der komplexeren Organisation Rechnung zu tragen. Diese Unterteilung führt zu spezifischen Unterscheidungen zwischen „Executive Souschef“ und „Junior Souschef“. 

### Executive Souschef
Der Executive Souschef ist der höchstrangige Souschef in der Küchenbrigade und steht dem Küchenchef (Chef de Cuisine) direkt zur Seite. Der Executive Souschef bringt umfassende Erfahrung und Fachwissen in die Position ein und ist in der Lage, die gesamte Küche zu leiten und zu überwachen, wenn der Küchenchef abwesend ist oder andere Aufgaben hat. Zu seinen Hauptaufgaben gehört die Planung und Umsetzung des Menüs, die Kontrolle der Qualität der zubereiteten Speisen und die Organisation des Küchenpersonals. Der Executive Souschef ist auch in der Lage, neue kulinarische Konzepte zu entwickeln und das Team bei der kontinuierlichen Verbesserung der kulinarischen Kreationen zu unterstützen. Diese Position erfordert ein hohes Maß an Verantwortungsbewusstsein, Führungskompetenz und organisatorischem Geschick.

### Junior Souschef
Der Junior Souschef ist eine niedrigere Stufe innerhalb der Souschef-Position und berichtet direkt an den Executive Souschef oder den Chef de Partie (Postenchef) der jeweiligen Station. Diese Position kommt ebenfalls in großen Gastronomiebetrieben oder der Hotellerie zum Einsatz und bietet eine ausgezeichnete Gelegenheit für aufstrebende Köche, ihre Führungsqualitäten zu entwickeln. Der Junior Souschef ist in der Regel ein erfahrener Koch, der sich in seiner Karriereentwicklung befindet. Er unterstützt den Executive Souschef bei der Leitung der Küche und übernimmt auch die Verantwortung für bestimmte Stationen oder Abteilungen. Der Junior Souschef ist aktiv in die Zubereitung von Speisen und die Organisation des Arbeitsablaufs involviert. Zu seinen Aufgaben gehört auch die Anleitung und Schulung der Commis und Auszubildenden, um ihre kulinarischen Fähigkeiten zu fördern und die Qualität der zubereiteten Gerichte zu gewährleisten.

## Gängige Interpretationen
- Zweiter in der Hierarchie: Der Souschef ist nach dem Chefkoch die zweithöchste Autorität in der Küchenbrigade. In Abwesenheit des Chefkochs übernimmt der Souschef die Verantwortung für den reibungslosen Ablauf der Küche und koordiniert die Arbeit der Chef de Partie.
- Organisation und Koordination: Der Souschef ist maßgeblich an der Organisation und Koordination des Küchenbetriebs beteiligt. Er plant den täglichen Arbeitsablauf, erstellt Arbeitspläne, kontrolliert die Vorräte und stellt sicher, dass die Arbeitsbereiche effizient und sauber gehalten werden.
- Führung und Anleitung: Der Souschef überwacht die Arbeit der Chef de Partie und anderer Küchenmitarbeiter. Er bietet Anleitung, schult bei Bedarf neues Personal und sorgt für ein harmonisches Arbeitsumfeld, das die Zusammenarbeit und Kreativität fördert.

## Aufgabengebiete
Die Aufgaben des Souschefs sind vielfältig und anspruchsvoll. Hier sind einige gängige Aufgabengebiete:
- Küchenmanagement: Der Souschef ist aktiv an der Planung und Umsetzung des Küchenbetriebs beteiligt. Er koordiniert die Zubereitung der Speisen, überwacht die Qualität der Gerichte und stellt sicher, dass die gastronomischen Standards des Betriebs eingehalten werden.
- Qualitätskontrolle: Der Souschef ist verantwortlich für die Qualitätskontrolle der zubereiteten Gerichte. Er probiert die Speisen, um sicherzustellen, dass sie den hohen Ansprüchen des Betriebs entsprechen, und führt bei Bedarf Anpassungen durch.
- Innovationsförderung: Der Souschef unterstützt den Chefkoch bei der Entwicklung neuer Rezepte und kulinarischer Konzepte. Er trägt zur Förderung von Innovation und Kreativität in der Küche bei und bringt neue Ideen ein, um das kulinarische Angebot des Betriebs weiterzuentwickeln.
- Personalmanagement: Der Souschef ist auch für das Personalmanagement zuständig. Er unterstützt bei der Einstellung neuer Mitarbeiter, führt Schulungen durch und fördert die berufliche Entwicklung der Küchenmitarbeiter.
- Repräsentation des Betriebs: Der Souschef kann den Betrieb auch nach außen repräsentieren, z. B. bei Veranstaltungen oder kulinarischen Events. Er trägt dazu bei, das Image und den Ruf des Betriebs als gastronomisches Ziel von hoher Qualität zu festigen.

Die Rolle des Souschef in einer Küchenbrigade nach Auguste Escoffier ist von entscheidender Bedeutung für den reibungslosen Betrieb und den Erfolg eines gastronomischen Betriebs. Durch seine Führungsqualitäten, Fachkenntnis und Liebe zur Kulinarik trägt der Souschef dazu bei, ein herausragendes kulinarisches Erlebnis für die Gäste zu schaffen und das gastronomische Erbe von Escoffier lebendig zu erhalten.